# Prodajus mysidis
Prodajus mysidis är en kräftdjursart. Prodajus mysidis ingår i släktet Prodajus och familjen Dajidae. Inga underarter finns listade i Catalogue of Life.